# Oliarus quadricincta
Oliarus quadricincta är en insektsart som beskrevs av Matsumura 1914. Oliarus quadricincta ingår i släktet Oliarus och familjen kilstritar. Inga underarter finns listade i Catalogue of Life.